# Šefik Džaferović
Šefik Džaferović (Zavidovići, 9 de setembro de 1957) é um político bósnio. Foi Membro Bósnio da Presidência da Bósnia e Herzegovina e vice-presidente do Partido da Ação Democrática (SDA).
Džaferović nasceu em 1957, na cidade bósnia de Zavidovići, graduou-se na Faculdade de Direito da Universidade de Sarajevo, em 1979. De 1979 a 1986, foi juiz no Tribunal Municipal de Zavidovići. Entre 1986 e 1992, trabalhou como juiz do Tribunal Superior de Zenica. No período entre 1992 e 1993, atuou como advogado e, em 1993 e 1994, trabalhou no distrito de Zenica. De 1994 a 1996, trabalhou no Ministério da Administração Interna da República da Bósnia e Herzegovina. É casado e tem duas filhas. Šefik Džaferović é um bósnio por nacionalidade e um muçulmano por religião.
Em 1996, Džaferović foi eleito para o Conselho do Cantão de Zenica-Doboj, ficando no cargo até 2000. Ainda em 1996, tornou-se delegado da Casa do Povo da Federação da Bósnia e Herzegovina. No período de 2000 a 2002, ele foi delegado na Casa dos Povos da Assembleia Parlamentar da Bósnia e Herzegovina. Na eleição de 2002, entrou para o Parlamento, permanecendo até 2018, já que foi eleito diretamente quatro vezes para um representante na Câmara dos Deputados na Assembléia Parlamentar da Bósnia e Herzegovina.  No mandato de 2014 a 2018, ele foi Presidente / Vice-Presidente da Câmara dos Deputados na Assembleia Parlamentar da Bósnia e Herzegovina
Nas eleições de 07 de outubro de  2018, Džaferović venceu a disputa como Membro da Presidência da Bósnia e Herzegovina com 36% dos votos.